# Спасавање части
„Спасавање части” је југословенски ТВ филм из 1966. године. Режирао га је Марио Фанели а сценарио је написао Иво Штивичић.

## Улоге
| Глумац             | Улога  |
| ------------------ | ------ |
| Јосип Мароти       | Отац   |
| Звонимир Чрнко     | Бошко  |
| Јован Личина       | Стриц  |
| Хелена Буљан       | Тања   |
| Борис Фестини      | Лујо   |
| Вјенцеслав Капурал | Снајпи |
| Ана Херцигоња      | Мати   |
| Љиљана Генер       | Марта  |
| Јагода Антунац     | Ана    |